# Monumento agli Eroi di Puente Sampayo
Il Monumento agli Eroi di Puente Sampayo è un monumento e un gruppo scultoreo creato dallo scultore spagnolo Julio González Pola, situato a Pontevedra (Spagna).
Si trova nei giardini di Piazza di Spagna ed è stato inaugurato il 27 agosto 1911. Il monumento ricorda il coraggio del popolo di Pontevedra guidato dall'ufficiale Pablo Morillo e il suo trionfo sulle truppe napoleoniche del maresciallo Michel Ney, liberando Pontevedra dall'occupazione dell'esercito francese il 7 e 8 giugno 1809.

## Storia
Il parlamentare galiziano Eduardo Vincenti Reguera e il Centro Galiziano di Madrid sono stati i principali artefici della realizzazione del monumento. Il 9 febbraio 1909 il Consiglio Comunale di Pontevedra acconsentì a concedergli un sussidio di 500 pesetas e, successivamente, autorizzò il contributo della pietra granitica che funge da supporto alle figure. Questa iniziativa è stata sostenuta anche da Javier Puig Llamas, allora sindaco di Pontevedra e da Eugenio Montero Ríos, presidente del Senato. Tutte queste autorità hanno tenuto discorsi all'inaugurazione del monumento il 27 agosto 1911.
Il governo del re Alfonso XIII, che ha donato il bronzo necessario per l'esecuzione della scultura, ha anche assegnato una medaglia per commemorare la battaglia di Ponte Sampaio. E' attestato anche il contributo di molti individui al finanziamento del monumento.
La statua era circondata da una fontana monumentale costruita nel 1983, che è stata rimossa nel 2009 per riportare il monumento e i suoi dintorni al loro originale disegno spaziale.

## Descrizione
Il monumento appartiene alla corrente della scultura commemorativa spagnola dell'inizio del XX secolo.
È alto otto metri. Si compone di diverse figure in bronzo su un piedistallo di granito che rappresentano un gruppo di contadini, soldati e studenti guidati dall'ufficiale Pablo Morillo, con in mano una bandiera nei momenti finali della battaglia.
Nella parte centrale del monumento, una figura femminile (che rappresenta la Galizia e la patria) poggia la mano su uno scudo con lo stemma spagnolo e stende il braccio come invito alla battaglia. Nella parte superiore, la figura dell'ufficiale Pablo Morillo incoraggia il combattimento con la spada. Accanto a lui ci sono un contadino, uno studente, un soldato e un altro combattente ferito che rappresentano la resistenza del popolo contro l'invasore. Dietro di loro c'è la bandiera e accanto un cannone.
Agli angoli della parte inferiore del monumento si trovano i quattro stemmi delle province galiziane. La costruzione centrale in granito simboleggia uno dei pilastri del Ponte Sampaio, dove si svolse la maggior parte della battaglia e che fu poi distrutto.

## Il monumento nella cultura popolare
È considerato dal professore di storia dell'arte Francisco Portela Sandoval uno dei monumenti più riusciti dell'epoca grazie alla sua composizione e alla fedele riproduzione dell'evento che vuole immortalare.

## Galleria d'immagini

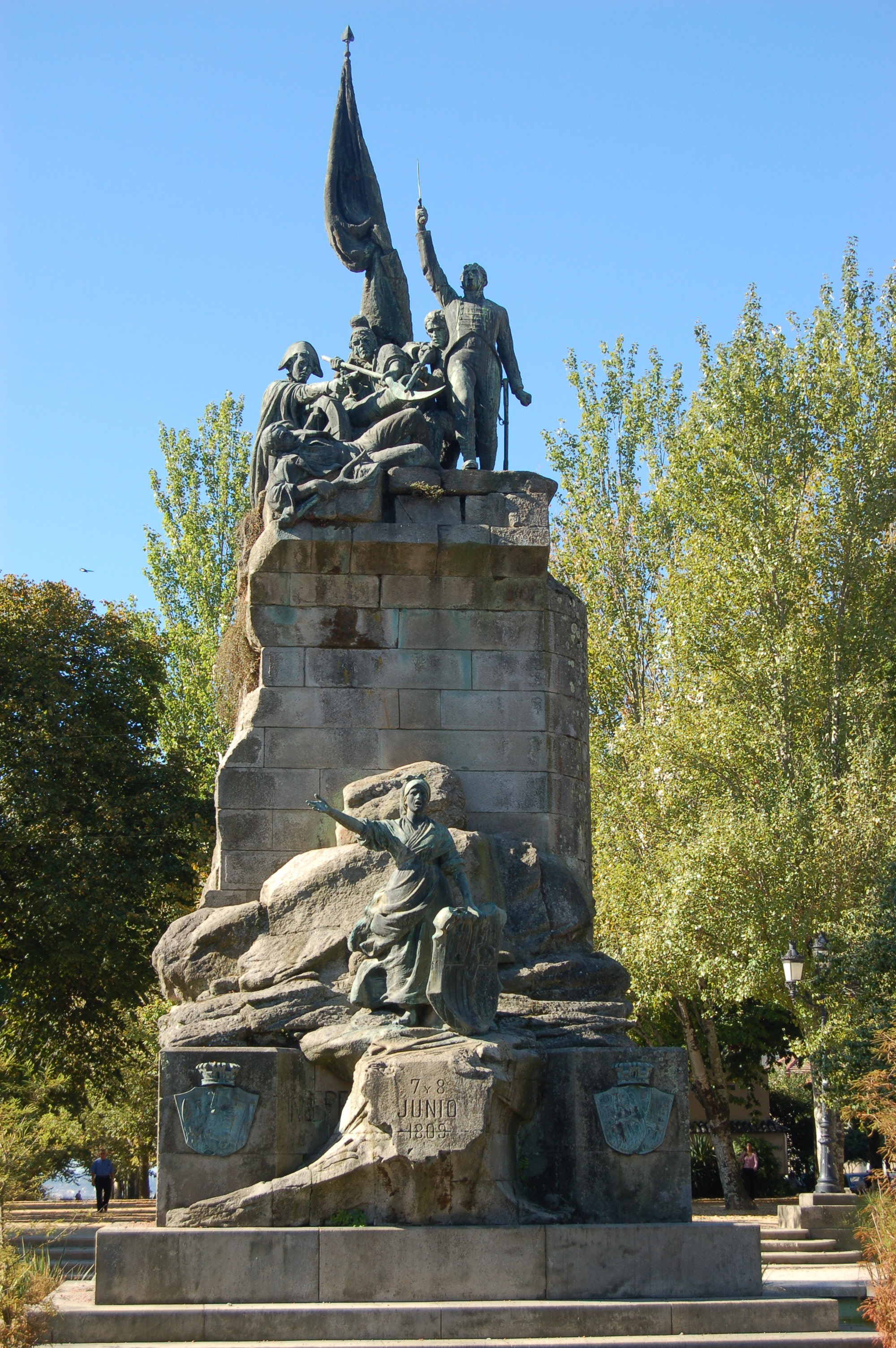
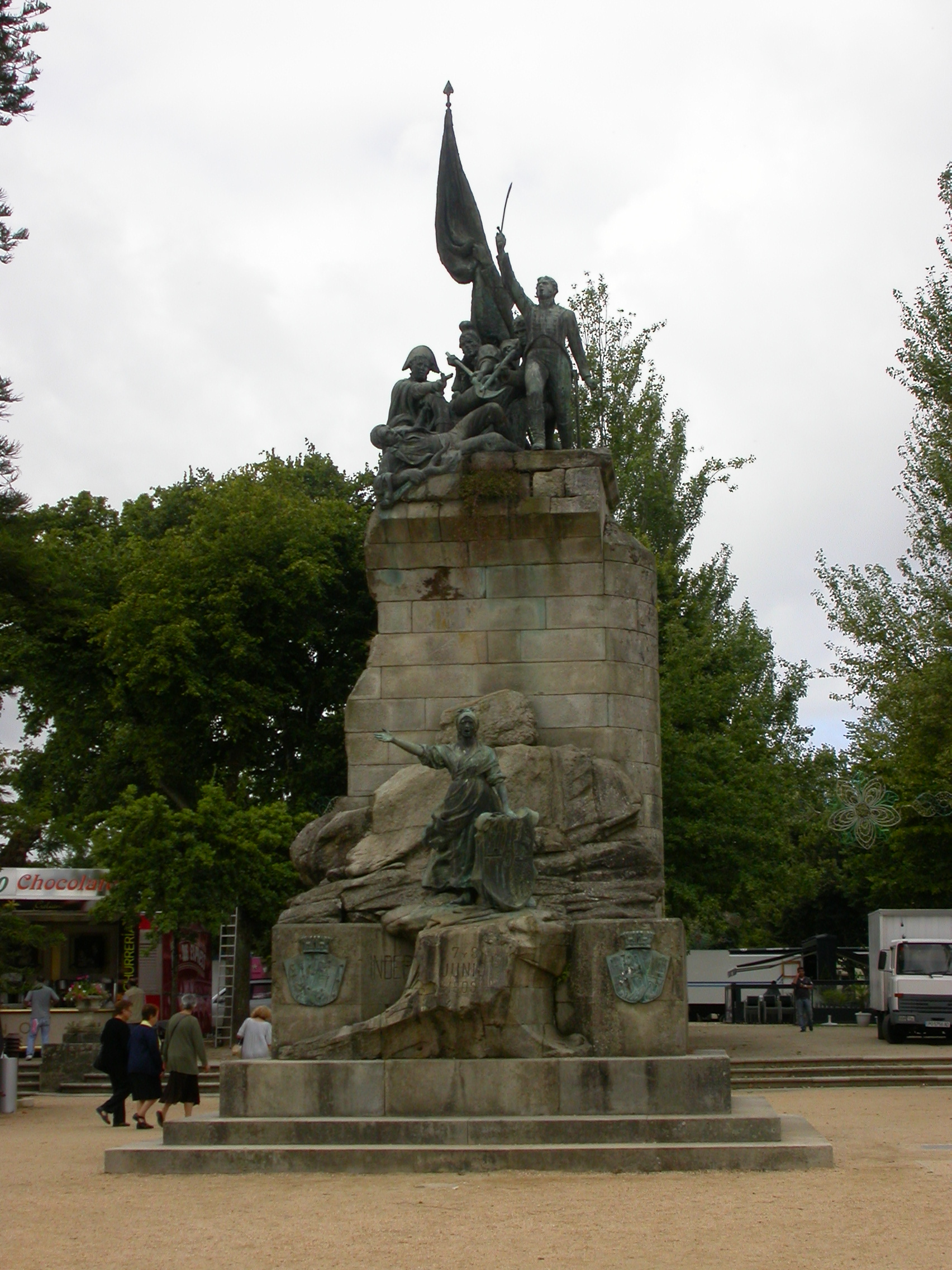
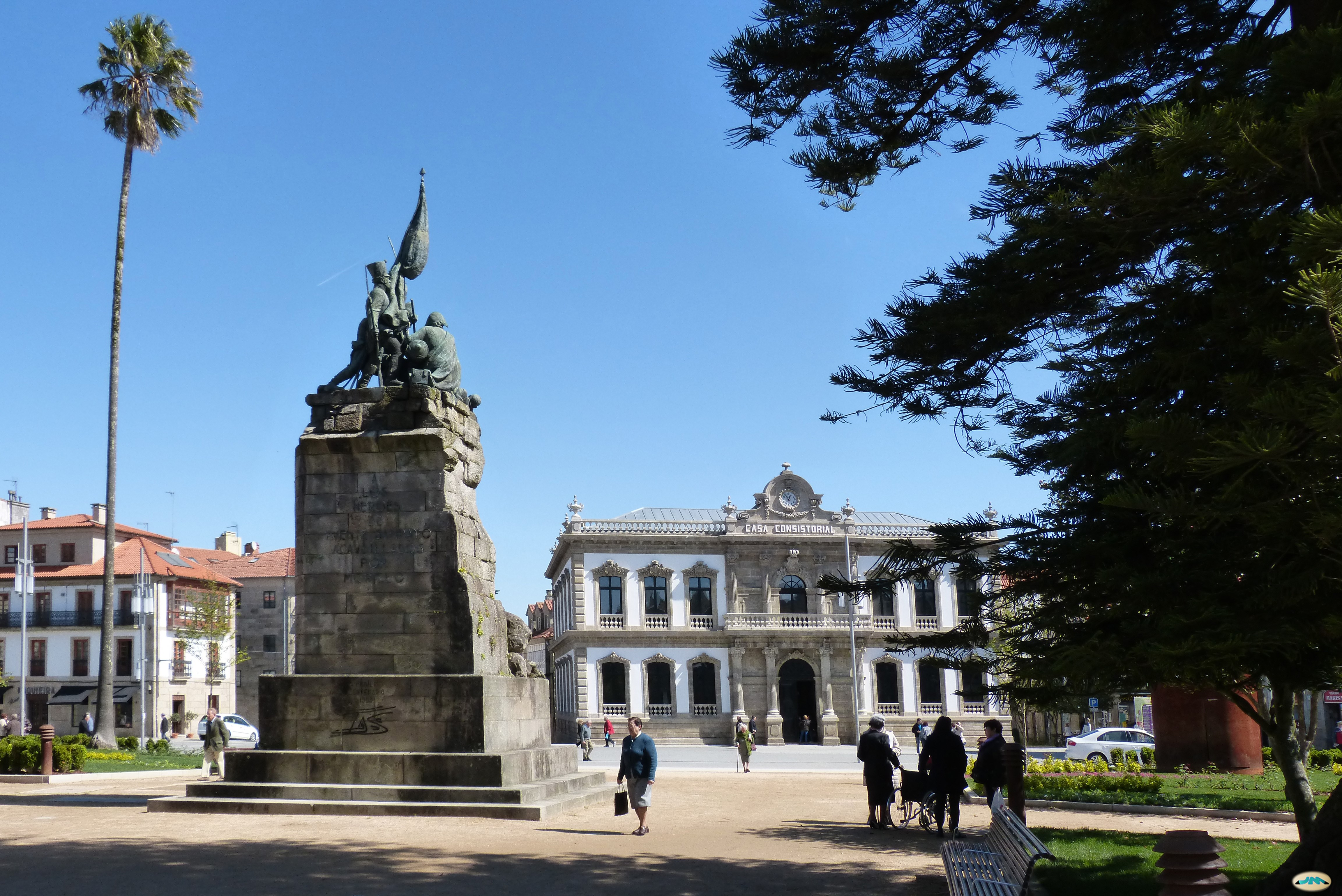
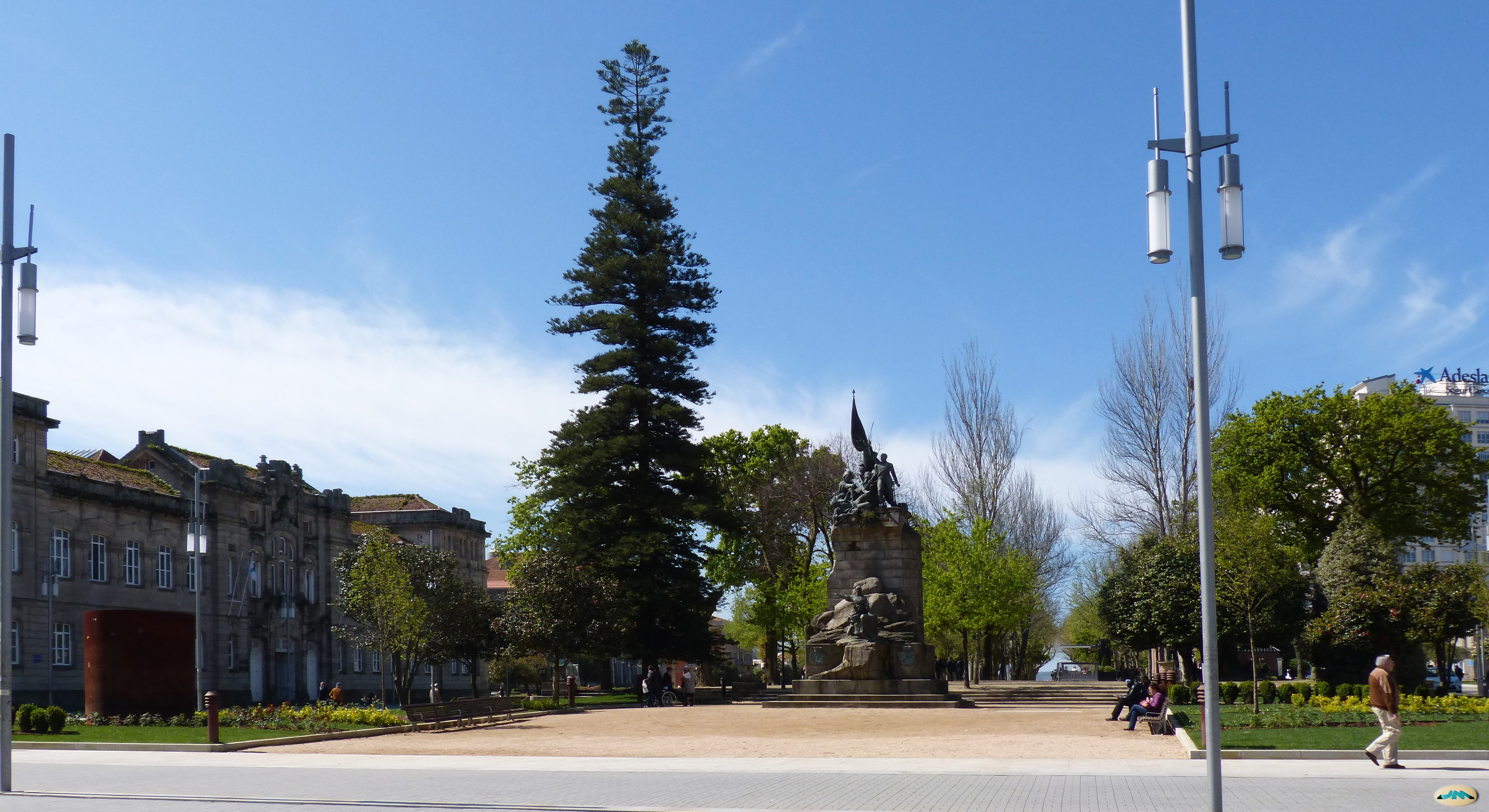
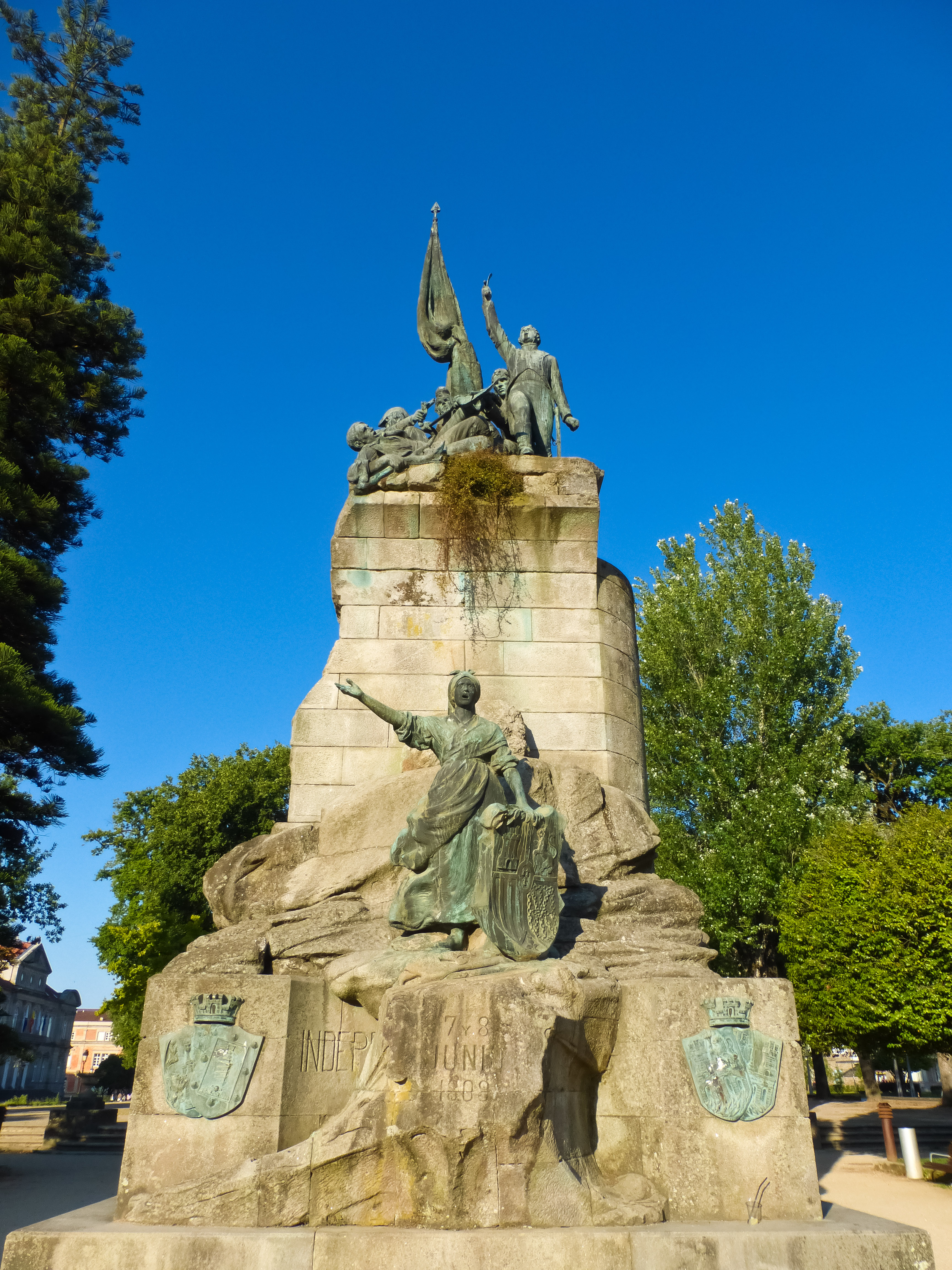
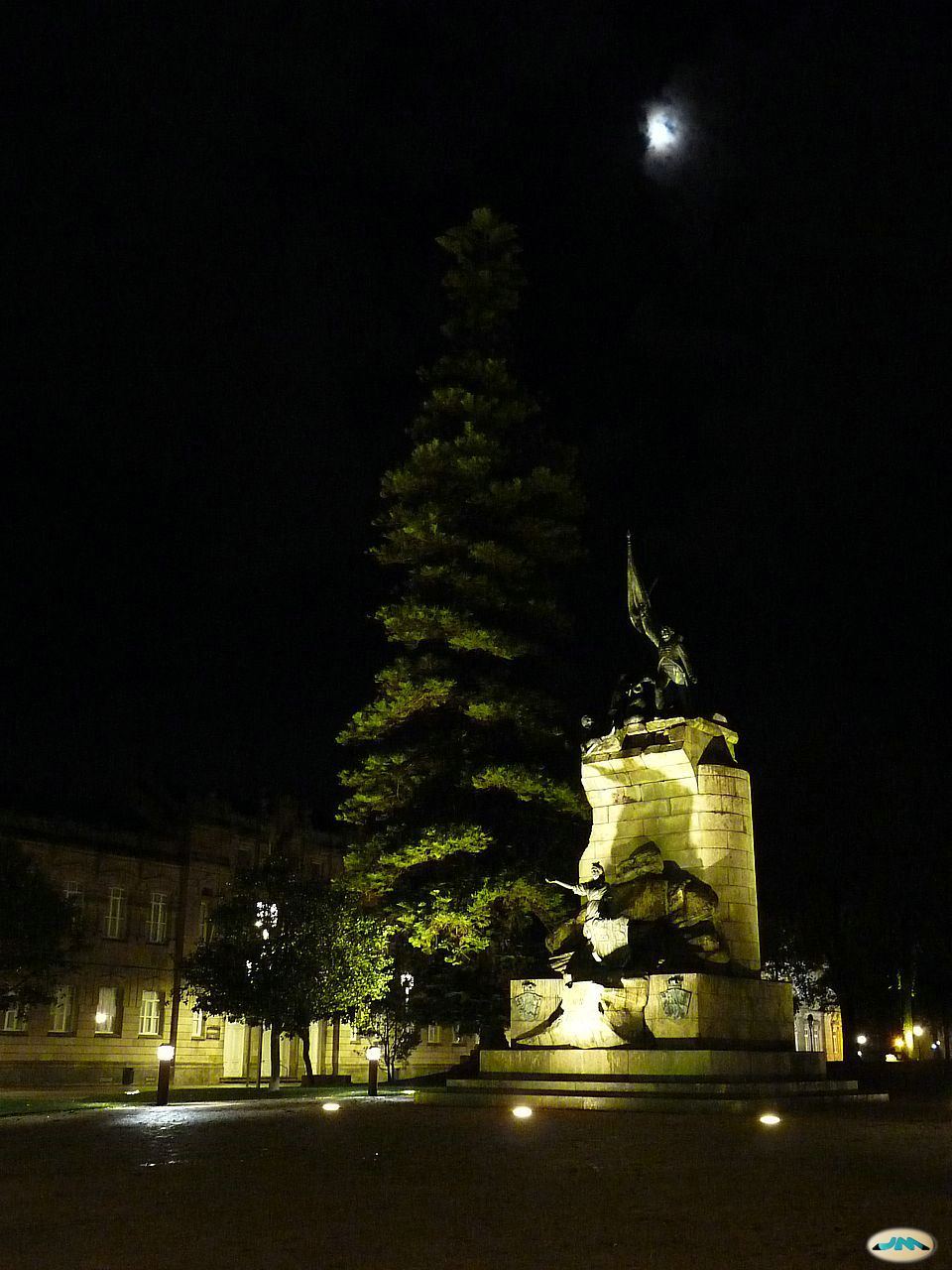
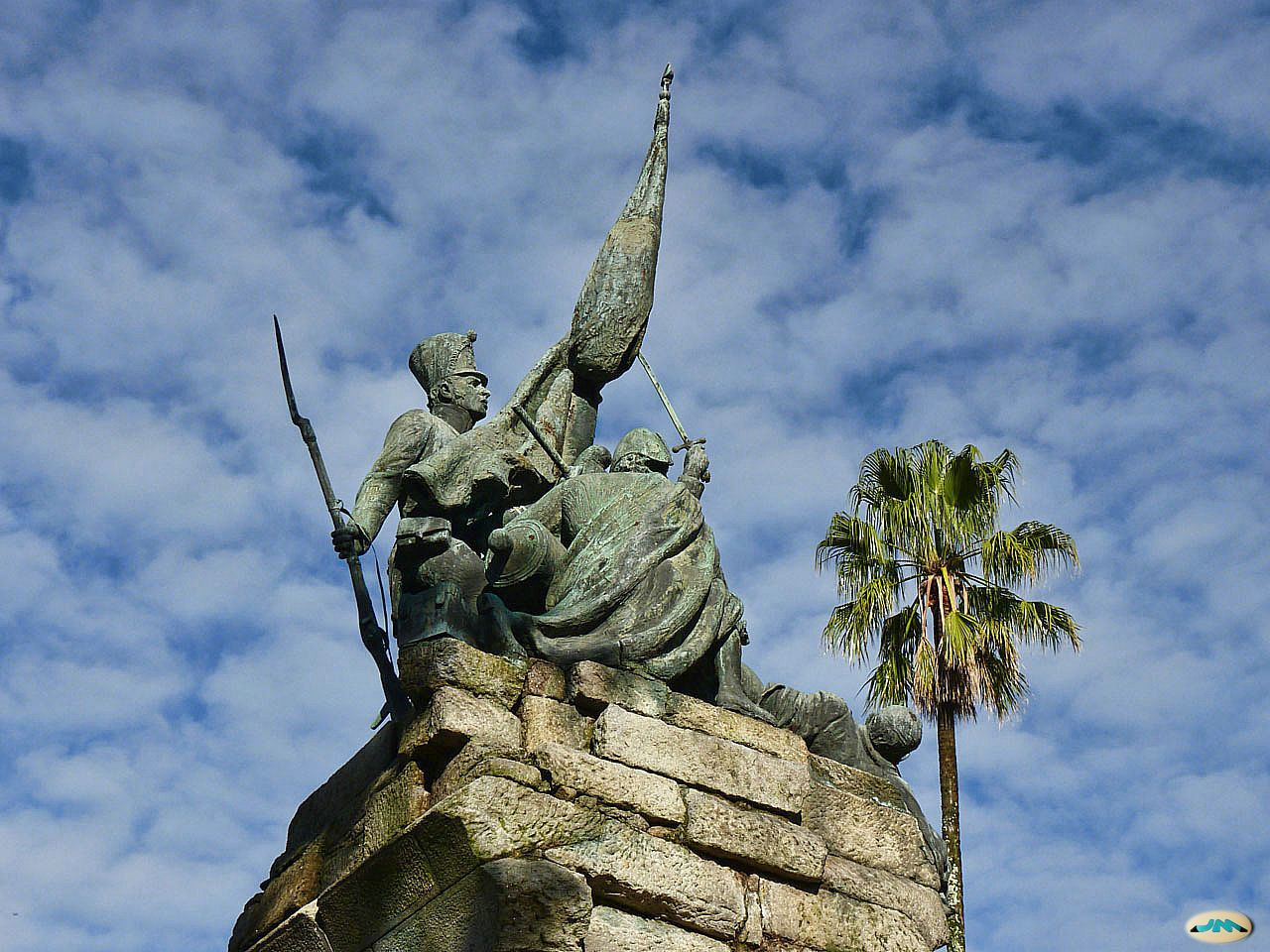
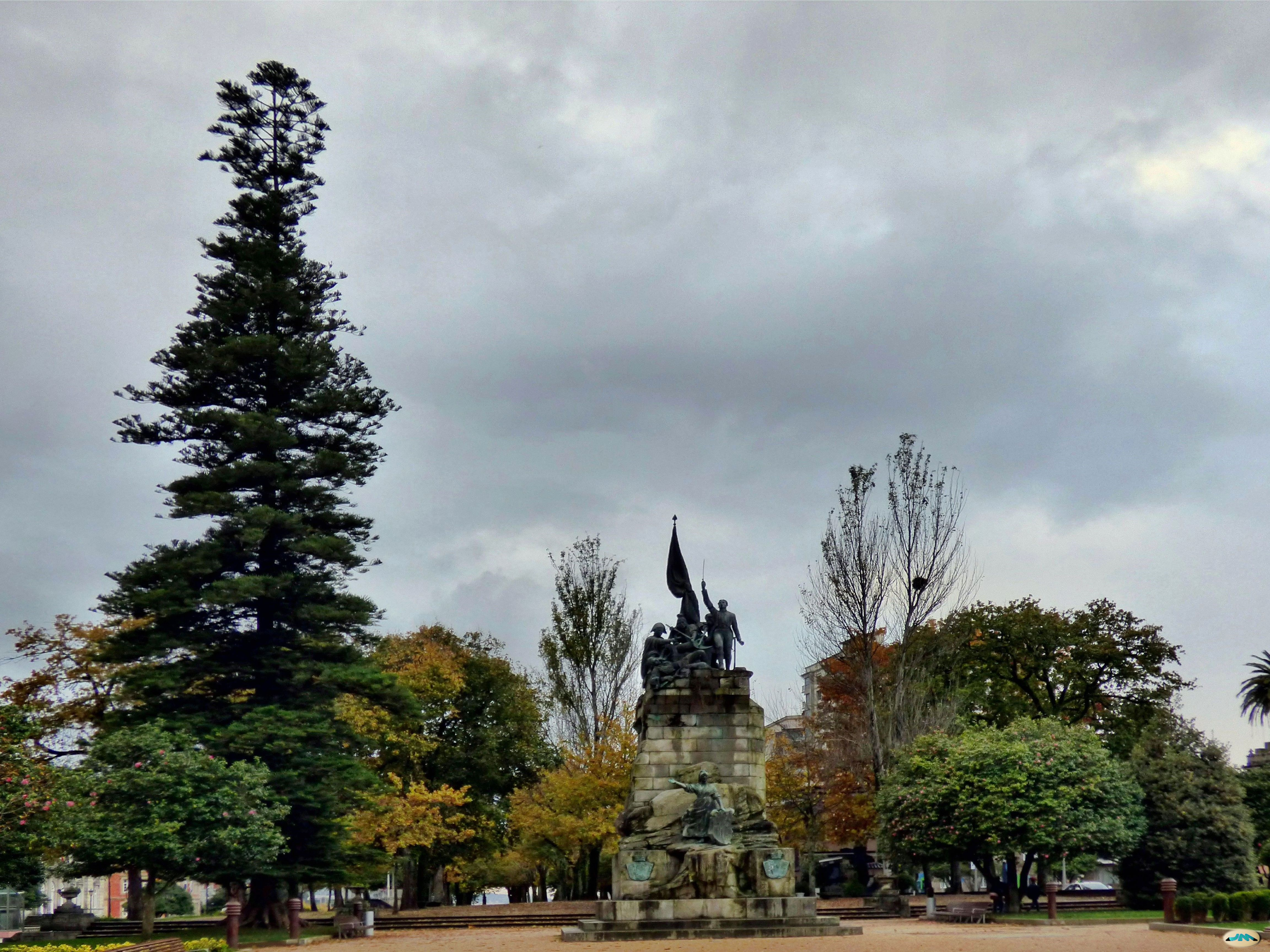
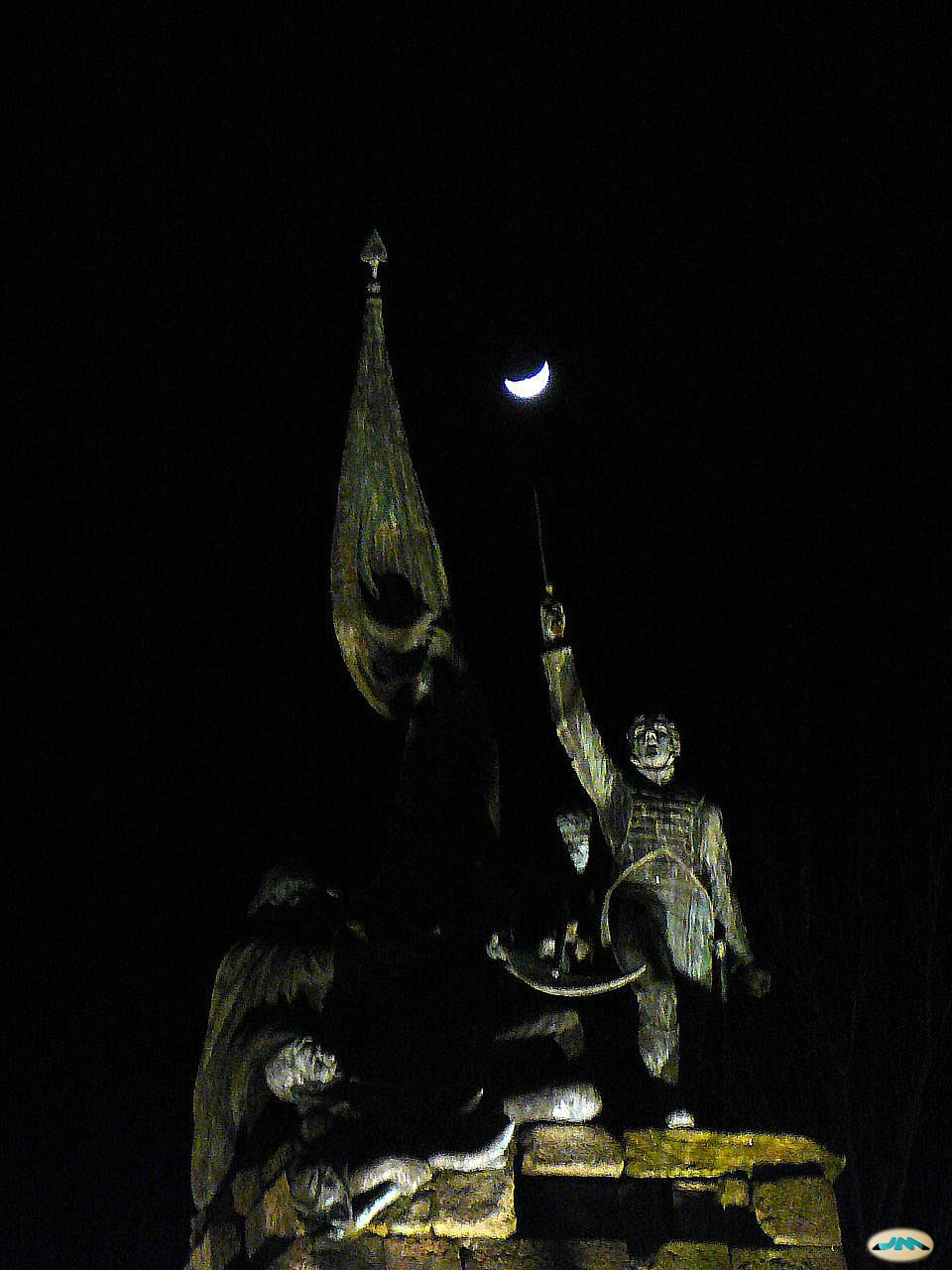